# Megalagrion amaurodytum ssp. peles
Megalagrion amaurodytum ssp. peles је подврста класе Insecta која припада реду Odonata. 

## Угроженост
Ова врста није угрожена, и наведена је као последња брига јер има широко распрострањење.

## Распрострањење
Сједињене Америчке Државе су једино познато природно станиште врсте.

## Популациони тренд
Популација ове врсте је стабилна, судећи по доступним подацима.

## Станиште
Станишта врсте су шуме и слатководна подручја. 
Врста је присутна на подручју Хавајских острва.